# Bob Blackman (homme politique)
Pour les articles homonymes, voir Bob Blackman.
Robert John Blackman (né le 26 avril 1956) est un homme politique du Parti conservateur qui est secrétaire exécutif du comité 1922 depuis 2012 puis président à partir de 2024 et est député pour Harrow East depuis 2010. Il est membre de l'Assemblée du Grand Londres pour Brent & Harrow entre 2004 et 2008.

## Jeunesse et carrière
Blackman étudie à l'Université de Liverpool et obtient un baccalauréat ès sciences. Pendant son séjour à Liverpool, il est président du syndicat des étudiants. Il rejoint l'équipe de vente de Burroughs Machines (plus tard Unisys) après l'obtention de son diplôme. Il occupe divers postes de vente et de gestion pour BT et travaille dans leur école de formation à Milton Keynes comme tuteur et plus tard en tant que responsable de la conformité réglementaire pour BT jusqu'à son élection au Parlement.

## Carrière politique
Blackman se présente sans succès comme candidat conservateur dans le quartier de Tokyngton pour le conseil du Borough londonien de Brent en 1986. Quatre ans plus tard, il se présente dans le quartier de Preston et est élu. Il conserve le siège jusqu'en 2010, date à laquelle il ne se représente pas. Il est le chef du groupe conservateur du conseil de Brent de 1990 à 2010, après avoir été chef du conseil entre 1991 et 1996, lorsque son parti perd le contrôle du conseil. De juin 2006 à mai 2010, il est chef adjoint du Brent Council, les conservateurs ayant formé une coalition avec les libéraux-démocrates.
Il se présente sans succès en tant que candidat parlementaire du Parti conservateur pour Brent South aux élections de 1992, pour Bedford aux élections de 1997 et pour Brent North aux élections de 2005.
Il se présente sans succès en tant que candidat du Parti conservateur pour le siège de Brent et Harrow de l'Assemblée de Londres aux élections de 2000, perdant face au candidat du Parti travailliste Toby Harris. Cependant, il bat par la suite Harris aux élections locales de 2004 et est élu whip du groupe conservateur à l'Assemblée de Londres. Lors des élections législatives de 2008, Blackman perd son siège au profit du candidat travailliste Navin Shah par 1 649 voix.

## Député
Lors des élections générales de 2010, Blackman remporte la circonscription de Harrow East en battant Tony McNulty du parti travailliste. Il est réélu en 2015, 2017 et 2019.
En 2010, il est élu membre du comité restreint des communautés et des gouvernements locaux et est élu secrétaire du Comité 1922 en 2015. Au Parlement, Blackman siège actuellement au Comité de la procédure, au Comité des affaires d'arrière-ban et au Comité du logement, des collectivités et des gouvernements locaux.
Blackman soutient le Brexit lors du référendum de 2016. Il rejoint ensuite l'European Research Group, le principal groupe de lobbying eurosceptique au sein du Parlement, actuellement présidé par Mark Francois.
Blackman est un responsable du groupe des amis conservateurs d'Israël et fait partie de plusieurs délégations en Israël notamment pendant le conflit de l'opération Bouclier défensif lorsqu'il se rend pour un briefing militaire israélien sur le système de défense Iron Dome.